# Jardín Botánico Universitario de Poitiers
El Jardín Botánico Universitario de Poitiers (en francés: Jardin botanique universitaire de Poitiers) es un arboreto y jardín botánico de 33 hectáreas de extensión, dependiente administrativamente del Universidad de Poitiers, situado en Mignaloux-Beauvoir, Vienne, Poitou-Charentes, Francia.  Se ubica en el dominio de la universidad de Poitiers y está abierto todos los días del año. La entrada es gratuita.

## Historia
El Jardín Botánico Universitario de Poitiers se sitúa en la finca «domaine du Deffend». La casa noble y el palomar datan de finales del siglo XVII. El nombre de "Deffend", es la denominación en francés antiguo para un campo vallado, y designaba un terreno donde estaba prohibido dejar alimentar los rebaños.
Desde la Edad Media, numerosos propietarios se sucedieron, en particular, el marqués del Galissonnière, seguramente quién mandó construir el edificio que se puede ver actualmente. En 1962, el Estado compró la finca de "Deffend", destinada a la Universidad de Poitiers.
En 1996, se dio una nueva orientación al lugar con la instauración de un "Observatorio Regional del Patrimonio Vegetal" llamado desde el 2005 como "Jardín Botánico Universitario".

## Colecciones
Entre sus colecciones se encuentran:
- Colección de robles con 90 taxones,
- Colección de manzanos de la herencia con 330 especímenes.
- Colección de orquídeas silvestres de la zona,
- Plantas acuáticas,
- Plantas medicinales.

Entre los árboles dignos de mención Sequoiadendron giganteum Buchholz ( Sequoia gigante), Quercus robur L. subsp. fastigiata A. Camus (roble pedunculado).
El jardín alberga dos pequeños bosquetes de 6 hectáreas, dos charcas, una granja del siglo XIX y un  palomar del siglo XVII. Además en la periferia de los terrenos se encuentran los edificios administrativos, instalados en una antigua explotación de finales del siglo XIX.

## Propósitos
El jardín botánico se propuso desde su fundación las siguientes misiones:
- conservación de las plantas de uso regional en la alimentación tradicional mediante el desarrollo de jardines temáticos (frutas, verduras, etc)
- educación y conciencia pública
- servir de laboratorio de experimentación para los trabajos e investigaciones de la universidad
- preservación de las colecciones de la herencia de la universidad de Poitiers, incluyendo un  herbario del siglo XIX.